# Sony Xperia Z3 Compact
Le Sony Xperia Z3 Compact est un téléphone mobile haut de gamme produit par Sony Mobile Communications. Le smartphone de Sony, tournant initialement sous un système Android en version 4.4, est rendu public par son constructeur lors d'une conférence de presse tenue le 4 septembre 2014, pendant l’IFA, salon international de l'électronique berlinois. À l'instar de son prédécesseur, le Xperia Z3 Compact est étanche à l'eau et à la poussière, affichant un indice de protection IP65 et IP68. Le téléphone présente un nouvel écran, un processeur Snapdragon 801 et la capacité d'enregistrer des vidéos 4K. 
Sony annonce par ailleurs qu'il est possible de déporter l'affichage de la console d'un jeu PlayStation 4 sur le téléphone via Remote Play (en).
Ce téléphone est la version réduite du Sony Xperia Z3.

## Caractéristiques

### Matériel
Le Sony Xperia Z3 Compact dispose d'un écran Triluminos IPS de 4,6 pouces (11,68 cm) doté d'une dalle LCD IPS Triluminos avec une définition de 720 pixels par 1280 (HD) et une densité de points de 319 pixels par pouce.
En son sein, le Xperia Z3 Compact se repose sur un processeur ARM légèrement modifié par Sony de la famille Snapdragon 801 cadencé à 2,5 GHz et appuyé sur une batterie de 2 600 mAh, 2 Go de mémoire vive, 16 Go de stockage interne, sur lesquels l'utilisateur dispose réellement de 11 Go environ[réf. nécessaire][style à revoir].

### Custom ROM
Sur le Xperia Z3, la suppression des clés de sécurité DRM (donc le changement de ROM autre que celle officielle) affecte les fonctionnalités avancées de l'appareil photo. Par exemple, des algorithmes de réduction du bruit risquent d'être supprimées, et les performances lorsqu'on prend des photos dans des conditions de faible éclairage peuvent être affectées ; sur le Z3C les photos seront de faible qualité.